# Bataille de Guaymas
Pour un article plus général, voir Gaston de Raousset-Boulbon.
La bataille de Guaymas est un affrontement ayant eu lieu à Guaymas opposant des troupes de l'armée mexicaine menées par José María Yáñez à des flibustiers français menés par Gaston de Raousset-Boulbon. Elle se scelle par la défaite des français, leur emprisonnement, la condamnation à mort de leur chef et son exécution.